# فضاپیمای سیگنوس
فضاپیمای سیگنوس (به انگلیسی: Cygnus)، یک فضاپیمای پشتیبانی بدون سرنشین یکبارمصرف آمریکایی است که توسط نهاد علوم دفاعیاوربیتال ساینسز کورپوریشن ساخته شده و اکنون توسط شرکت نورثروپ گرومن به عنوان بخشی از برنامهٔ خدماتی توسعهٔ حمل و نقل بین‌المللی سامانه‌های تجاری ترابری مداری (COTS) ساخته و راه‌اندازی شده است. . این وسیله توسط موشک انتاریس ساختهٔ نورثروپ گرومن، یا اتلس ۵ ساخته یائتلاف پرتاب و راه‌اندازی؛ برای راه‌اندازی و حمل و نقل بار به ایستگاه فضایی بین‌المللی (ISS)؛ پس از بازنشستگی شاتل فضاییِ آمریکا، طراحی شده است. از ماه اوت سال ۲۰۰۰ مأموریت‌های تعمیر و نگهداری ISS به‌طور منظم با استفاده از پروازهای فضایی بدون سرنشین به ایستگاه فضایی بین‌المللی توسط پروگرس روسی و همچنین فضاپیمای ترابری خودکار اروپا و خودرو انتقال اچ-۲ (H-II) ژاپنی انجام شده است.
با استفاده از فضاپیمای سیگنوس و دراگن، ناسا می‌کوشد تا مشارکت خود را در صنعت هواپیمایی تجاری و صنایع هوافضایی گسترش دهد.